# Осиково (Ростовская область)
Осиково — село в Чертковском районе Ростовской области.
Административный центр Осиковского сельского поселения.

## История
На «Специальной карте Западной части Российской Империи» (карте Шуберта) 1821—1826 годов указан поселок Осиковский, состоящий из 20-ти дворов.

## Население
| 2010 |
| ---- |
| 1207 |

## Улицы
| - ул. 60 лет Октября, - ул. Горобцовка, - ул. Кольцевая, - ул. Луговая, - ул. Норовка, - ул. Пролетарская, - ул. Речная, | - ул. Российская, - ул. Садовая, - ул. Советская, - ул. Солнечная, - ул. Степная, - ул. Тенистая, - ул. Цветочная, | - пер. Вольный, - пер. Донской, - пер. Зеленый, - пер. Почтовый. |